# هازل کایا
لیلا هازل کایا (ترکی استانبولی: Hazal Kaya؛ زادهٔ ۱ اکتبر ۱۹۹۰) بازیگر اهل ترکیه است. او بیشتر به خاطر بازی در مجموعه‌های تلویزیونی عشق ممنوع (۲۰۱۰–۲۰۰۸)، اسمش را فریحا گذاشتم (۲۰۱۲–۲۰۱۱) و حکایت ما (۲۰۱۹–۲۰۱۷) شناخته شده است.
کایا یکی از پردرآمدترین بازیگران زن ترکیه است. او جوایز متعددی دریافت کرده و تنها دریافت‌کنندهٔ جایزهٔ «جوایز لبنان ۲۰۱۵» از ترکیه بوده است. او اولین بازیگری خود را با یک نقش مهمان در سریال جادوگر تازه‌کار (Acemi Cadı) آغاز کرد. کایا با بازی در نقش «نهال» در اقتباسی مدرن از رمان عشق ممنوع نوشتهٔ خالد ضیا به محبوبیت رسید.
او بیشتر برای بازی در نقش «فریحا» در اسمش را فریحا گذاشتم (۲۰۱۱–۲۰۱۲) شناخته شده است . این سریال یکی از بالاترین رتبه‌های تلویزیونی در ترکیه را داشت. هازل کایا برای بازی در نقش «فریحا» برندهٔ «دومین دوره جوایز رسانه‌ای کریستال موس» برای بهترین بازیگر زن شد.
او همچنین به خاطر بازی در نقش فیلیز الیبول در حکایت ما (الهام گرفته از بی‌شرم (مجموعه تلویزیونی آمریکایی)) (۲۰۱۷–۲۰۱۹) شهرت دارد که برای آن جایزه بسیار تحسین‌شده جوایز لاتینای ترک (Latina Turkish Awards) را برای بهترین بازیگر زن را دریافت کرد.

## زندگی
کایا در ۱ اکتبر ۱۹۹۰ در شهر قونیه، ترکیه به‌دنیا آمد. او مقطع ابتدایی را در شهر غازی عثمان پاشا گذراند و سال ۲۰۰۹ از دبیرستان ایتالیایی در استانبول فارغ‌التحصیل شد. پدر و مادرش هر دو وکیل هستند و وقتی او هفت ساله بود از هم جدا شدند. او به عنوان یک کودک هفت ساله که ویولن و باله می‌آموخت به دنیای هنر وارد شد. او همچنین عاشق رقص تانگو است و دوست دارد مهارت‌هایش را افزایش دهد. به جز ترکی استانبولی به انگلیسی و ایتالیایی تسلط دارد و در حال یادگیری زبان چهارمش، آلمانی است.

## فعالیت هنری
هازل کایا اولین نقش مهم خود را در مجموعهٔ تلویزیونی گنجو ایفا کرد و پس از آن در سال ۲۰۰۸ در مجموعهٔ تلویزیونی عشق ممنوع در نقش نهال زیاگل ظاهر شد. وی بخش عمدهٔ محبوبیت خود را مدیون بازی در مجموعهٔ تلویزیونی بسیار موفق اسمش را فریحا گذاشتم است. او در این مجموعهٔ تلویزیونی که در بین سال‌های ۲۰۱۱ و ۲۰۱۲ از شبکهٔ شو تی‌وی پخش می‌شد، نقش دختری فقیر به نام فریحا را بازی می‌کرد که به مشهورترین و ثروتمندترین پسر در دانشگاه علاقه‌مند می‌شود. در این مجموعه نقش مقابل او را چاغاتای اولوسوی بازی می‌کرد. وی به جز مجموعه‌های تلویزیونی در فیلم‌ها و تبلیغات مختلفی ایفای نقش کرده و جوایز بسیاری را از آن خود ساخته است. کایا پس از دو سال عدم‌حضور در تلویزیون، در سال ۲۰۱۷ با مجموعهٔ تلویزیونی حکایت ما که برگرفته از مجموعهٔ تلویزیونی بی شرم است، بار دیگر به تلویزیون بازگشت. هازل در این مجموعهٔ تلویزیونی در مقابل بوراک دنیز ایفای نقش کرد.

## زندگی خصوصی
او در ۶ فوریه ۲۰۱۹ با بازیگر علی آتای ازدواج کرد، و در اواخر همان سال پسرشان فکرت علی را به دنیا آورد. دختر آنها لیلا ثریا در فوریه ۲۰۲۳ زاده شد.

## در رسانه
کایا یکی از پردرآمدترین بازیگران زن ترکیه است. ایچاپس مدیا Ichaps Media، با انتخاب مهم‌ترین نام‌های سال ۲۰۱۴ در بسیاری از دسته‌بندی‌ها، هازال کایا را در میان «تأثیرگذارترین نام‌های جهان» قرار داد و مدال تعالی بین‌المللی را در دسته‌بندی هنرمندان به او اعطا کرد. طبق نتایج یک نظرسنجی انجام شده در کانال‌های MBC مستقر در امارات متحده عربی، که سریال‌ها و برنامه‌های ویژه ترکیه را رتبه‌بندی می‌کرد، او در رتبه چهارم فهرست تحسین‌شده‌ترین هنرمندان زن ترکیه قرار گرفت. در همان زمان، نظرسنجی‌های رسمی که … دوره اوت ۲۰۱۰ تا اوت ۲۰۱۵، که در ۳۵ کشور گرفته شده است، او را در رتبه ششم فهرست ۱۰ بازیگر زن محبوب قرار داد. او همچنین تنها دریافت‌کننده ترک جایزه "Lebanon Awards 2015" بود. طبق نتایج به دست آمده از ۳۵ کشور بین ماه مه ۲۰۱۱ تا مه ۲۰۱۶، کایا ششمین بازیگر زن محبوب بود. در ماه مه ۲۰۱۶، او به رتبه پنجم در لیست رسید. وب‌سایت «زیباترین‌های جهان» او را در رتبه پنجم فهرست ۱۰ زن زیبای سال ۲۰۱۶ قرار داد.

## فیلم‌شناسی
| تلویزیون     | تلویزیون                       | تلویزیون              | تلویزیون        | تلویزیون     |
| سال          | عنوان                          | نقش                   | یادداشت         | کانال        |
| ------------ | ------------------------------ | --------------------- | --------------- | ------------ |
| ۲۰۰۶         | سیلا                           | برین                  | Konuk oyuncu    | atv          |
| ۲۰۰۶         | Taşların Sırrı                 | بنگو                  | Konuk oyuncu    | Star TV      |
| ۲۰۰۶         | ساحره تازه‌کار                  | پلین                  | Konuk oyuncu    | Kanal D      |
| ۲۰۰۷–۲۰۰۸    | گنجو                           | اوزگه/ گولای ارکایا   | Başrol oyuncusu | Kanal D      |
| ۲۰۰۸–۲۰۱۰    | عشق ممنوع                      | نهال ضیاگیل           | Yardımcı oyuncu | Kanal D      |
| ۲۰۱۰         | بهزاد چ. داستان کارآگاه آنکارا | برنا                  | Konuk oyuncu    | Star TV      |
| ۲۰۱۱–۲۰۱۲    | اسمش را فریحا گذاشتم           | فریحا ییلماز          | Başrol oyuncusu | Show TV      |
| ۲۰۱۲         | تابستان گذشته، بالکان ۱۹۱۲     | آمینه                 | Başrol oyuncusu | atv          |
| ۲۰۱۳         | ع. ش. ق                        | عذرا اوزاک            | Başrol oyuncusu | Kanal D      |
| ۲۰۱۵         | مارال: بهترین داستان من        | مارال اردم            | Başrol oyuncusu | TV8          |
| ۲۰۱۷–۲۰۱۹    | حکایت ما                       | فیلیز الیبول          | Başrol oyuncusu | FOX          |
| ۲۰۲۰         | با مدیر برنامه‌ام تماس بگیر     | خودش                  | Konuk oyuncu    | Star TV      |
| ۲۰۲۱         | مهمان                          | گجه                   | Başrol oyuncusu | FOX          |
| اینترنت      |                                |                       |                 |              |
| سال          | عنوان                          | نقش                   | یادداشت         | پلتفرم       |
| 2022-günümüz | Pera Palas'ta Gece Yarısı      | Peride / Esra Köksüz  | Başrol oyuncusu | Netflix      |
| ۲۰۲۴         | Sorgu                          | Cihan Manoğlu         | Başrol oyuncusu | beIN CONNECT |
| Yakında      | 8. Aile                        |                       | Başrol oyuncusu | Disney+      |
| سینما        |                                |                       |                 |              |
| سال          | عنوان                          | نقش                   | یادداشت         | کارگردان     |
| ۲۰۱۱         | Çalgı Çengi                    | Depoya gelen genç kız | Yardımcı oyuncu |              |
| ۲۰۱۱         | Behzat Ç. Seni Kalbime Gömdüm  | Berna Ç.              | Konuk oyuncu    |              |
| ۲۰۱۱         | Ay Büyürken Uyuyamam           | Hülya                 | Başrol oyuncusu |              |
| ۲۰۱۲         | Bu Son Olsun                   | Lâle                  | Başrol oyuncusu |              |
| ۲۰۱۳         | Mavi Dalga                     | Arzu                  | Konuk oyuncu    |              |
| ۲۰۱۴         | İtirazım Var                   | Zeynep Bulut          | Başrol oyuncusu |              |
| ۲۰۱۵         | Kırık Kalpler Bankası          | Aslım                 | Başrol oyuncusu |              |
| ۲۰۲۲         | Benden Ne Olur?                | Sertab Bal            | Başrol oyuncusu |              |

## جوایز
| سال  | جایزه                                                                          | دسته‌بندی                                            | فیلم\مجموع تلویزیونی |
| ---- | ------------------------------------------------------------------------------ | --------------------------------------------------- | -------------------- |
| ۲۰۱۰ | Kavram Olimpiyatları Ödülleri                                                  | استعداد جوان سال                                    | عشق ممنوع            |
| ۲۰۱۱ | Ayaklıgazete.com Ödülleri                                                      | جایزه زیباترین بازیگران زن و مرد                    |                      |
| ۲۰۱۱ | Dizifilm.com Oscarları                                                         | بهترین بازیگر زن برای فیلم‌های درام                  | اسمش را فریحا گذاشتم |
| ۲۰۱۲ | Sosyalmedya.cc Ödülleri                                                        | بهترین بازیگر زن                                    | اسمش را فریحا گذاشتم |
| ۲۰۱۲ | Eniyiyisec.com Ödülleri                                                        | بهترین بازیگر زن                                    | اسمش را فریحا گذاشتم |
| ۲۰۱۲ | Bakmoda.com Ödülleri                                                           | بهترین بازیگر زن                                    | اسمش را فریحا گذاشتم |
| ۲۰۱۳ | Sayidaty Arap Dergisi                                                          | بهترین ستاره زن ترکیه‌ای                             |                      |
| ۲۰۱۳ | Sizcene.com Ödülleri                                                           | زیباترین بازیگر مجموعهٔ تلویزیونی زن ترکیه           |                      |
| ۲۰۱۳ | Magazincity.com Ödülleri                                                       | بهترین بازیگر زن برای مجموعهٔ تلویزیونی ها           |                      |
| ۲۰۱۴ | The Medal of Excellence for the Most Influential Figures in the World Ödülleri | مدال تکامل                                          |                      |
| ۲۰۱۴ | Top 33 Of The Most Beautiful Women On TV Ödülleri                              | زنانی که نفس را می‌برند                              |                      |
| ۲۰۱۵ | Lebanon Awards Ödülleri                                                        | بهترین هنرمند                                       |                      |
| ۲۰۱۷ | Latina Turkish Awards Ödülleri                                                 | بهترین صحنه بوسه (هازل کایا - چاعاتای اولوسوی)      |                      |
| ۲۰۱۹ | Latina Turkish Awards Ödülleri                                                 | بهترین بازیگر زن                                    |                      |
| ۲۰۱۹ | Latina Turkish Awards Ödülleri                                                 | بهترین زوج مجموع تلویزیونی (هازل کایا - بوراک دنیز) |                      |
| ۲۰۱۹ | ۱۹. İnternet Medyası Yılın En İyileri Ödülleri                                 | بهترین بازیگر زن مجموع تلویزیونی                    |                      |
| ۲۰۱۹ | İstanbul Aydın Üniversitesi İletişim Ödülleri                                  | بهترین بازیگر زن                                    |                      |